# Bāgheshgerd
Bāgheshgerd (persiska: Bāgheshjerd, باغشگرد) är en ort i Iran.   Den ligger i provinsen Nordkhorasan, i den nordöstra delen av landet, 600 km öster om huvudstaden Teheran. Bāgheshgerd ligger 1 558 meter över havet och antalet invånare är 471.
Terrängen runt Bāgheshgerd är huvudsakligen kuperad, men västerut är den platt. Runt Bāgheshgerd är det ganska glesbefolkat, med 30 invånare per kvadratkilometer. Närmaste större samhälle är Now Deh, 17,6 km nordväst om Bāgheshgerd. Trakten runt Bāgheshgerd består i huvudsak av gräsmarker.